# Popteen
Popteen (jap. ポップティーン Popputīn) – japoński magazyn poświęcony modzie dla nastolatek wydawany przez Kadokawa Haruki Corporation. Pierwszy numer ukazał się 1 października 1980 r. (został wydany w listopadzie 1980 r.). Magazyn głównie poświęcony jest urodzie i odzieży, promujący również duże marki, specjalizując się w modzie gyaru i kogyaru. Magazyn został wycofany po wydaniu z lutego 2023 roku i rozpoczął działalność jako magazyn internetowy „ポップティーンメディア (Popteen media)”.
Popteen jest jednym z najlepszych azjatyckich magazynów o modzie. Magazyn ukazuje się w Japonii, na Tajwanie i w Tajlandii, a w Stanach Zjednoczonych jest dostępny w internecie.
W kwietniu 2010 roku oficjalnie wystartował „PopSister”, siostrzany magazyn „Popteen”.

## Historia
Od około 1996 roku na okładce pojawiło się wiele celebrytów m.in. – Namie Amuro, Ayumi Hamasaki, Britney Spears, Avril Lavigne, Mika Nakashima, Eiko Koike, Aya Ueto, Aya Matsuura, hitomi, Hayato Ichihara, BoA, Ai Ōtsuka, Kumi Kōda, Kana Nishino, Exo-CBX. Spośród nich Ayumi Hamasaki pojawiła się na okładce 19 razy i jest królową okładki obok Kumiko Funayamy natomiast EXO-CBX jest pierwszą zagraniczną męską grupą, która pojawiła się na okładce magazynu.
Magazyn z czerwca 1997 roku z Hello Kitty, która wówczas przeżywała boom wśród licealistek, sprzedał się w nakładzie 350 000 egzemplarzy.
Numer z lutego 2008 roku, który prezentował ślub ówczesnych modeli Tsubasy Masuwaki i Naoki Umedy zanotował największą sprzedaż w historii (ponad 410 000 egzemplarzy).
Kumiko Funayama po raz pierwszy pojawiła się na okładce marcowego numeru z 2009 roku i ustanowiła rekord 17 kolejnych miesięcy, gdy się na niej znajdowała aż do numeru z lipca 2010 roku (od sierpniowego numeru na okładce pojawiła się Kana Nishino).
W 2020 roku magazyn Popteen wystartował z projektem „7+ME LINK (ナナメリンク)”, który miał na celu utworzenie japońskiej grupy dziewcząt. Jako pierwsza powstała grupa MAGICOUR, następnie w 2021 roku pojawiła się kolejna PureGi.
Magazyn o modzie dla nastolatek Popteen ogłosił, że od 1 lutego 2023 roku przechodzi na publikację online i przestanie ukazywać się jako miesięcznik. Od lutego magazyn internetowy będzie wydawany 1 i 15 dnia każdego miesiąca pod nazwą „ポップティーンメディア (Popteen media)”.